# Eggeslevmagle Skole
Eggeslevmagle skole var en folkeskole i den østlige del af Skælskør tæt på byens industrikvarter. Skolen blev indviet i januar 1960 og blev bygget for skoleelever i Eggeslevmagle Sogn. Byen Eggeslevmagle ligger ca. 5kilometer væk. Boeslunde Skole, Eggeslevmagle Skole og Skælskør Skole fusionerede i august 2023 under det nye navn "Solskinsskolen".
Skolens første leder var Hother Andersen. Den sidste skoleleder var John Larsen.